# Gastronomia del Vietnam
La gastronomia del Vietnam és la gastronomia tradicional pròpia del Vietnam. Fa servir pocs greixos i una gran varietat de verdures. El peix hi ocupa un lloc important, car és un país amb molta costa i molts cursos fluvials. Com a curiositat, al Vietnam existeix el costum de menjar la carn de gos, cosa que xoca a molts països europeus.
Hi ha plats de la cuina xinesa i francesa que formen part de la cuina vietnamita a causa de les influències històriques i culturals de la Xina i de França. Per exemple, al Vietnam també és costum, com a Laos, menjar entrepans fets amb pa de barra.

## Ingredients bàsics
- Carn: porc, pollastre i gos. També es menja ànec, serp, rata, cocodril, insectes, etc.
- Marisc: gamba, cranc, cavallet de mar
- Verdura: ceba, pastanaga, bolets
- Cereals i llegums: arròs, soja
- Fruita: mango, papaia, pinya
- Espècies i condiments: all, bitxo, menta, coriandre, cúrcuma, gingebre
- Altres: fideus d'arròs, fideus de blat, agar-agar, llet de coco, salsa de peix

## Plats

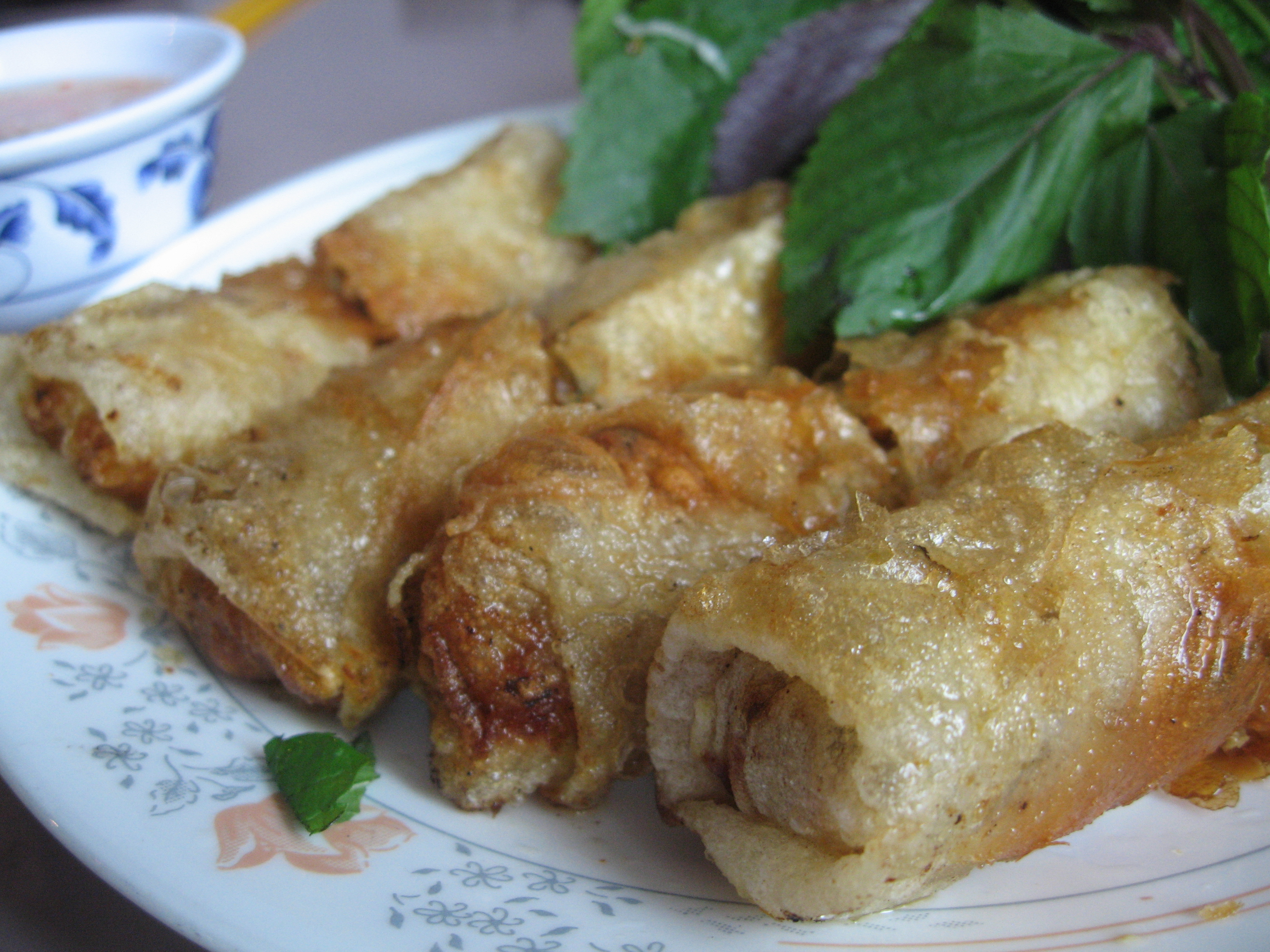
Un plat de nems

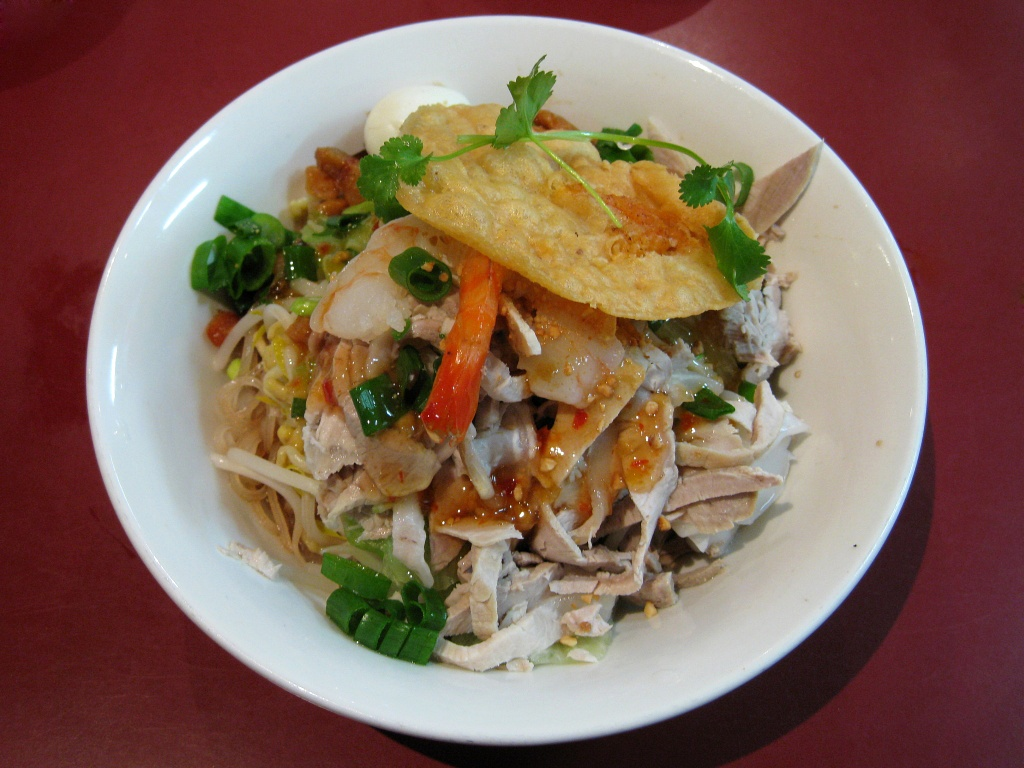
Hu tieu kho, plat a base de fideus d'arròs

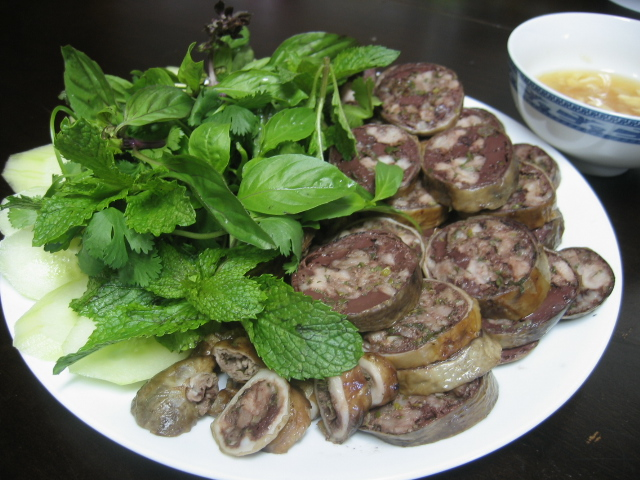
Dồi, una mena de botifarra vietnamita.

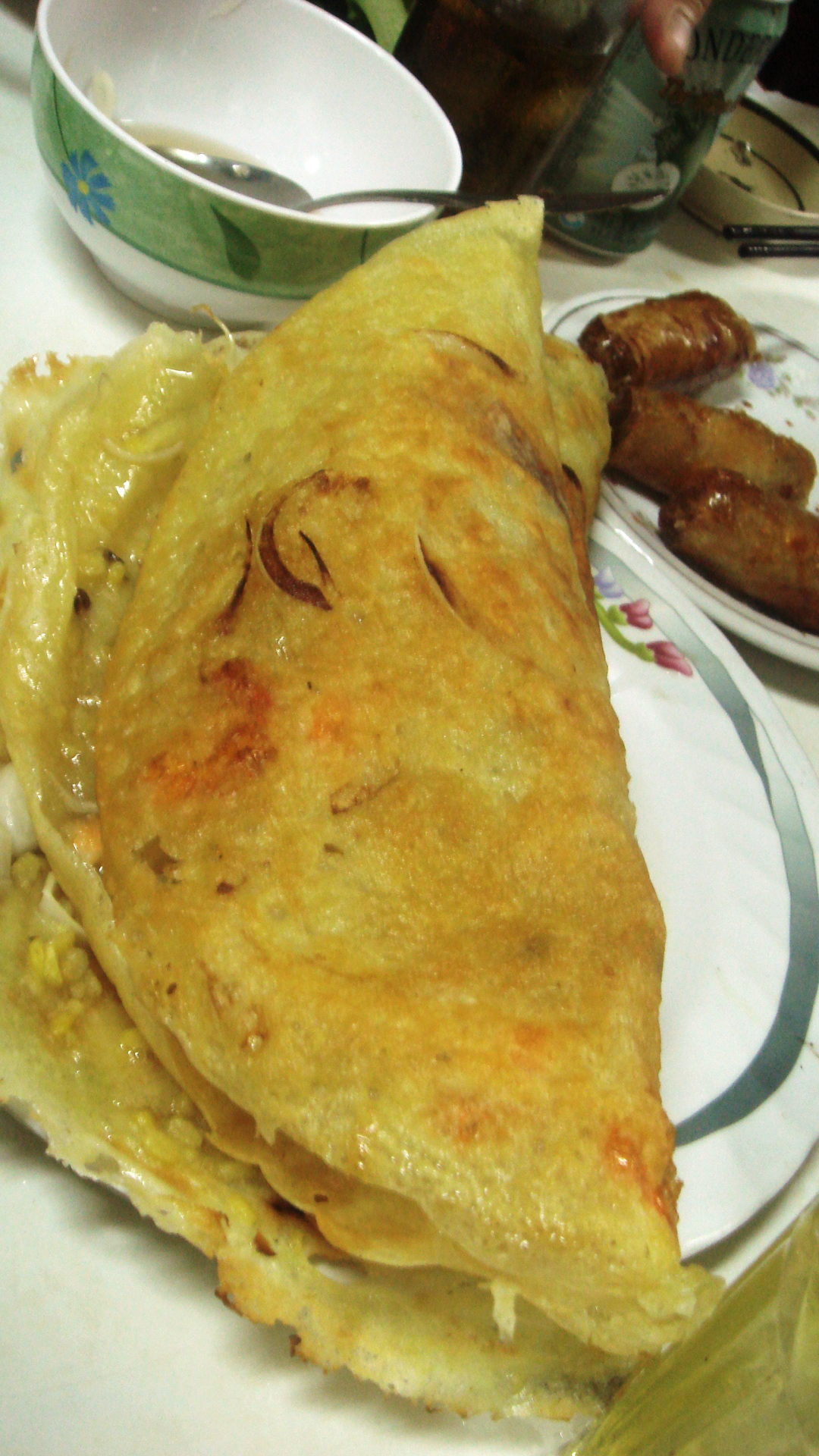
Bánh xèo, un tipus de crep salada farcida de brots de soja

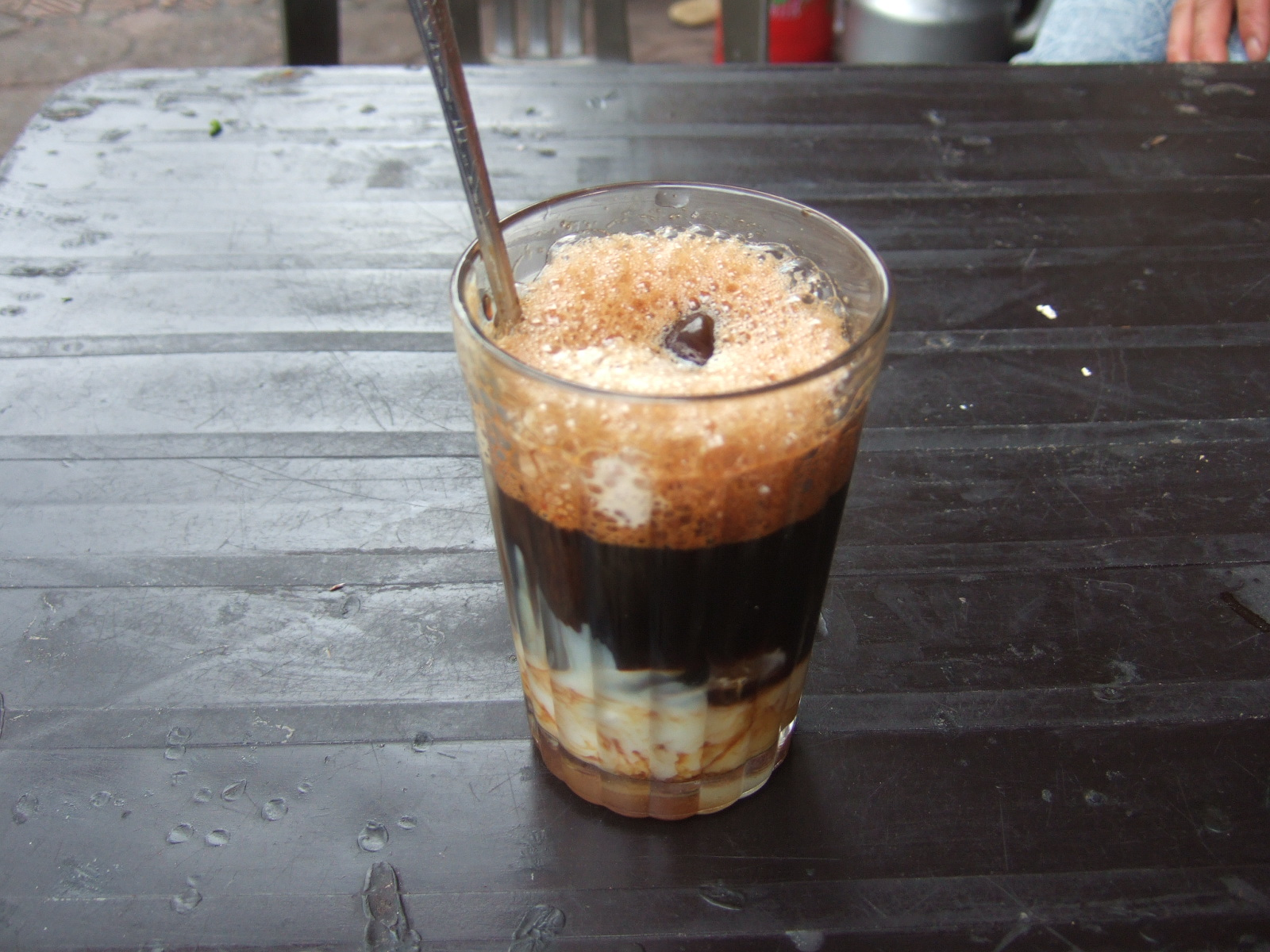
Cafè fred amb llet concentrada

Els Gỏi Cuốn (sud del Vietnam) o nems (nord del país) són una forma de menjar típica del Vietnam de la mena del que coneixem com a "rotllet de primavera". Consisteix a combinar una sèrie d'ingredients, com gamba, peix o trossos de salsitxa, amb trossets de mango verd, all, pebrot picant verd, embolicats en fulles verdes. Els mateixos ingredients es poden també embolicar en seccions de pasta molt fina, gairebé transparent, preparant uns rotllets amb els ingredients. Aquests rotllets normalment es van menjant a mesura que es van fent, però també es poden servir ja preparats.
Són molt comunes com a plat diari les diverses sopes de fideus. Hi ha un tipus de fideu vietnamita que és molt gruixut i que es menja en sopes clares amb trossos de porc i verdures. Sovint les sopes de fideus es mengen per esmorzar. La sopa més coneguda és la pho, nom que apareix sovint a restaurants vietnamites arreu del món. Consta de tires de carn cuites amb fideus en un brou durant llarg temps, i al darrer moment s'amaneix amb suc de llima i altres condiments.
Hi ha també una gran varietat de plats a base d'arròs. S'acompanyen sovint amb peix i amb marisc, com el cranc i les gambes, o bé amb preparacions a base de porc. El bánh chưng és un pastís quadrat d'arròs, mongeta mung i porc que tradicionalment es menja a la festa de Tết.
Hi ha molts peixos que tenen un paper important en la cuina del Vietnam. Els peixos poden ser de riu, car Vietnam té moltes conques fluvials, estanys i aiguamolls, o bé marins, a causa de la llarga costa de l'est del país.

## Salses
És molt típica de la cuina vietnamita la salsa nước mắm, feta amb anxoves locals que es fa servir per a condimentar molts plats i que pot recordar el garum de l'antiga Roma. Les anxoves per a elaborar aquesta salsa provenen generalment de l'illa de Phú Quốc, que també és famosa pel seu pebre negre.

## Dolços
Com als Països Catalans, els vietnamites no solen menjar dolços com a postres, en tot cas mengen alguna fruita. Sí que existeixen alguns dolços que es mengen en ocasions especials, com per exemple el chè, una mena de púding dolç servit en forma de boles o bé més tou, en una terrina, fet a base de soja. N'hi ha de moltes varietats, gelats i servits calents, de diferents colors, i poden estar perfumats amb plàtan o altres gustos. Els bánh phu thê són pastissets que s'ofereixen en les cerimònies de casament.

## Begudes
A Vietnam no hi ha cultura de vi, tot i que es comercialitza el vi de serp, però es produeix i es beu cervesa. També es fa licor d'arròs. Les begudes dolces i fredes són molt populars, com per exemple el cafè fred amb llet concentrada o el te fred trà đá.